# FC2動画
FC2動画（エフシーツーどうが、英: FC2 Video）は、FC2が運営する動画共有サービスである。成人向けの動画は同サービス内のFC2動画アダルトにて投稿・共有されている。
本項ではFC2動画アダルトについても述べる。

## 概要
2007年11月より日本語のみの提供でサービスがスタートした。2009年9月に英語・スペイン語・ドイツ語・フランス語・中国語（簡体字、繁体字）・ロシア語が追加され、2012年1月にインドネシア語、2012年2月にポルトガル語、2012年8月にベトナム語でのサービスが開始された。2014年9月時点で12言語で提供されている。
動画の再生や視聴は会員でないユーザーも行えるが、動画をアップロードするには会員登録しログインする必要がある。会員は無料会員と有料会員に分けられ、画質や機能が異なる。動画はサービス開始時点では最長1時間に制限されていたが、（2014年10月時点で）最長2時間に緩和されたものの、それ以上の再生時間の動画はアップロードできない。
非公式で動画のダウンロードを行えるソフトウェアは存在するが、ダウンロードやその他外部プレイヤーでの再生は、公式には認められていない。
アダルトコンテンツを含む（成人向けの）動画は、FC2動画アダルトにアップロードするように求めており、満18歳未満のユーザーの観覧は禁じられている。初回接続時に年齢確認画面が表示される。
FC2動画の利用者は男性の割合が多く2013年時点で2260万人、国内の動画サイト動向では3番目の利用者数との調査結果がある。同じく2013年は697万人で、4番目の利用者数との調査結果もある。

## 違法アップロード問題
著作権などを無視し違法アップロードを行うユーザーも存在する。コンピュータソフトウェア著作権協会（ACCS）や日本国際映画著作権協会（JIMCA）の告発により、逮捕者が出ている。

### 事件・裁判
- 2013年
  - 3月 - カリビアンコムなど複数のアダルトサイトの運営・著作権管理を行うDreamroom Productions社はFC2をアメリカのカリフォルニア中央地区連邦地方裁判所に著作権侵害で提訴した。翌年3月、裁判所は原被告双方に和解勧告を提案した[12]。
  - 6月 - アニメ番組の違法アップロードによる逮捕[13]。
  - 7月 - アフィリエイト目的で映画の違法アップロードを行い逮捕[14]（懲役1年6月、執行猶予3年、罰金50万円[15]）
  - 8月 -  映画の違法アップロードに有罪判決（懲役1年6月、執行猶予 4年、罰金50万円[16]）
  - 10月 - 映画の違法アップロードによる逮捕[17]（5人目、後に懲役1年6月、執行猶予3年、罰金50万円[15]）
  - 10月 - 知的財産振興協会のアダルトメーカー7社は、「FC2動画アダルト」を運営するFC2に対し、複製権及び公衆送信を行う権利を侵害する主体であるとし、各社が著作権を持つ映像著作物の公衆送信・送信可能化の停止、複製物の削除、及び損害賠償合計約6,500万円を求める訴訟を東京地方裁判所に提起したと発表した[18]。
  - 11月 - NHKのTV番組『あまちゃん』の不正公開により逮捕[19]。
- 2014年
  - 1月 - 映画の違法アップロードによる逮捕[20]。
  - 2月 - 映画館での映画盗撮と違法アップロードにより逮捕[21]。ファイル共有ソフト併用者が逮捕[22]。
  - 6月 - アニメ作品を違法アップロードした男性が送致[23]。
  - 6月 Dreamroom Productions社とFC2社で争われていた裁判は現地時間10日に和解が成立した。和解の内容は公表されていないが、Dreamroom Productions社は侵害の差し止め命令と弁護士費用を含む1.79億ドル（約180億円）の賠償を求めていた[24][リンク切れ]。
  - 7月 - 土日に人気作品を大量に違法アップした悪質ユーザが逮捕[25]。
  - 9月 - アフィリエイト目的でP2Pから違法ダウンロードした作品をアップロードしていた悪質ユーザを逮捕した[26]。
  - 9月 - アフィリエイト目的でドラマ等をアップロードしていた記憶喪失の無職男性を逮捕[27]。
  - 9月 - FC2ユーザ16人を一斉検挙[28]。警視庁サイバー犯罪対策課は同日、運営元に対し、違法な動画投稿を防止する措置を講じるよう文書で要請[29]。
  - 10月 - 9月30日の家宅捜索以降、FC2動画投稿者への損害賠償請求を行う事例が相次ぐ。家宅捜査によって知名度を得た事と国内法で対処が可能な国内法人の存在露呈の影響と見られる[30][31]。
  - 11月 - 機動戦士ガンダムの映像をFC2動画に不正アップした国家公務員の男を逮捕した[32][33]。
  - 11月 - 静岡県三島市の無職男性（年齢不詳） を逮捕[34]。
- 2015年
  - 1月 - 9月に逮捕された記憶喪失の無職男性に対し懲役2年の求刑[35]。
  - 1月 - FC2動画内の動画販売システムを使いわいせつ動画を販売したとして埼玉県警が男性を逮捕した[36]。自分で撮影した映像ではないとみられ、県警が入手経路（元動画投稿者等）を調べている。
  - 3月 - FC2動画にテレビ番組を不正アップし有料で配信（FC2有料会員限定で視聴可能)したとして、東京都小金井市のアルバイトの女(46)を逮捕した[37]。警察は今後投稿者が得た有料会員獲得報酬やアフィリエイト報酬がどのように支払われたか(支払方法に法令違反が無いか・犯罪収益と認識していたか)を捜査する予定[38]。FC2で得た報酬を銀行振り込みや小切手で換金する事が出来るが、触法行為で報酬を獲得している事を運営側が認識しながら支払っていた場合はFC2.incや実質運営会社のホームページシステムが責任が問われる事となる[39]。
  - 4月 - FC2動画にTVドラマを不正公開した男性を逮捕[40]。
  - 4月 - FC2動画を利用したわいせつ動画のライブ配信に関わった疑いにより、FC2を実質的に運営するインターネット関連会社「ホームページシステム」（大阪市）の代表、足立真とFC2の創業者の弟である元代表の高橋人文両容疑者を逮捕した。ホームページシステムがFC2動画のサービスを開発し、わいせつ動画からの広告収入を得るなどにより、実質的な運営者になっていると判断した[41]。ホームページシステムが実質的に運営している証拠や違法投稿者に対して、さらに動画を投稿するようメールで依頼をしていた等、容疑者の否認内容を覆す事実が発覚[42]。
  - 5月 - 逮捕された足立・高橋両容疑者の勾留期限である5月14日、京都府警は2人を同容疑で再逮捕した[43]。京都地裁は京都地検の勾留請求をいったんは認めたが、弁護人が準抗告。4月の逮捕時に勾留され、捜査を受けたことなどを理由に5月21日付で勾留請求を却下し、2人は同日釈放された。京都府警は今後も在宅で捜査を進めるというが、2人は容疑について否認、黙秘しており、捜査は行き詰まりをみせているとみられる[44]。
  - 6月 - 「FC2動画」 においてアカウント凍結を何回もされたにも拘らず違法投稿を繰り返した兵庫県揖保郡太子町の派遣社員の男性（36歳）を逮捕[45]。「投稿された動画は投稿動画のタイトルを必ず伏せ字にするなど、違法なアップロードであることが明らかであったため、ダウンロードした利用者や投稿をコメント欄などで賞賛したユーザーも刑事責任を問われる可能性がある」と日本映画著作権協会がコメントで示しており、賞賛コメントを書き込んだユーザーの行為を犯罪を教唆や幇助として刑事責任を問う可能性も出ている。
  - 8月 - 足立・高橋両容疑者が8月3日に再逮捕（通算で3度目）され、わいせつ動画を不特定多数に公開したなどとしてわいせつ電磁的記録記録媒体陳列と公然わいせつの罪で起訴された[46]。管理運営する映像配信システムを通して男女が撮影したわいせつな動画をサーバーに保存させ、不特定多数に閲覧可能な状態にしたなどとされる。
  - 9月 - 悪質な違法アップロード常習者「黒岩シネマ劇場」に懲役1年6月、罰金50万円の有罪判決[47]
  - 12月 - 9月に東宝が著作権を持つアニメ『ハイキュー!!』をFC2動画に不正アップしていた会社員が逮捕されていることが明らかになった[48][49]。
- 2016年
  - 3月 - 足立・高橋両被告が著作権法違反容疑で2016年3月8日追送検された[50]。アダルトビデオメーカの作品を違法に公開し著作権を侵害した容疑が持たれている。
- 2017年
  - 3月 - 京都地裁は足立・高橋両被告に対し有罪判決を言い渡した[51]。判決理由で裁判長は「わいせつ動画の配信を認識しながら措置を講じず、一部は増収の手段として利用した」としている。

### 各団体の見解と対応
一般社団法人コンピュータソフトウェア著作権協会
主に著作権侵害によるFC2ユーザの逮捕で、FC2関連では国内の映像ソフトやTVアニメ作品の不正公開を摘発している。映像の不正アップロード情報を受け付けるフォームの選択肢に「YouTube」「ニコニコ動画」「FC2」「その他」となっている。
日本国際映画著作権協会（JIMCA）
主に海外映画会社5社の作品不正アップロード及び海賊版を摘発している。著作権侵害のFC2ユーザの摘発件数では日本では最多である。NO MORE 映画泥棒で知られる劇場のマナーキャンペーンを主催している。
一般社団法人日本映像ソフト協会（JVA）
2014年に6月の協会会報で「無許諾アップロード事件化に係わる各警察からの問い合わせや鑑定の依頼は増加傾向にあることから、サイバースペースにおける取締りの範囲として、FC2動画が「ポストP2P」候補の1つとなる可能性がある。」と言及した。
AT-X（CS放送局）
2014年9月にACCSがFC2動画への違法動画投稿者を検挙した際の告訴者である。2012年よりウェブサイトに、違法投稿への警告文が記載されており、権利侵害の申し立てによる動画削除にも積極的であった。アフィリエイト目的の大量投稿を悪質と判断し、刑事告発に踏み切る。
一般社団法人日本民間放送連盟（JBA）
2014年9月25日の摘発に対して、今後も継続して違法配信対策を行っていくと声明を発表した。これを契機に、2015年1月下旬から「放送番組の違法配信撲滅キャンペーン」を原則として全国各地の民放テレビ局で実施されるようになった。
特定非営利活動法人知的財産振興協会（IPPA）
- 2014年12月2日、違法投稿を監視し削除・違法投稿ユーザーへの告訴（民事訴訟・刑事告訴）を行う専門部門を立ち上げ、違法投稿者の駆除に乗り出す[56]。「日本で初めて某サイトを訴えました」[要出典]とあからさまにFC2を意識しており、「FC2動画アダルト」「Say-Moveアダルト」「ひまわり動画」「FC2ライブ」「FC2コンテンツマーケット」やパッケージ画像を掲載し、動画URLを貼り付けた「FC2ブログ・FC2ブロマガ」が集中的に取り締まり対象となるとみられる。
- 1年半で50万件近くの動画削除命令を出し、同期間でオンラインストレージ、違法動画やオンラインストレージのURLを掲載したリンクサイト等に80万件の削除命令を出すなど、活発的に活動している[57]。
- FC2を提訴している団体でもある[58]。

日本レコード協会
IPPAと同様の部署を立ち上げ後、違法アップロード音源の削除件数が2.5倍に跳ね上がっている。現状でも年80万ペースで削除命令が出されている。削除命令が倍増すると、投稿しても短期間で削除されアフィリエイト等で報酬が得られなくなり、投稿者と視聴者が離れる事で、FC2衰退につながると見られる。
一般社団法人コンテンツ海外流通促進機構（CODA)
- 2013年8月よりdailymotionとFC2傘下の動画サイト(FC2動画、Say-Move、ひまわり動画)の違法動画を海賊版動画照合システムで検知し権利者への情報提供を行っている[60]。
- CODAは2014年12月11日グーグルのTCRP(Trusted Copyright Removal Program for Web Search)パートナーとして認定されたと発表。

明らかに権利者の著作権侵害が確認されている複数のURLについて、検索結果への表示停止申請を迅速かつ大量に行うことが可能になった。
- 経済産業省と共同で、海賊版アニメ販売(中国製造の海賊版DVD・BD)や違法配信（動画投稿サイト・P2Pトラッカーサイト運営者）業者への広告停止や口座凍結の取り締まり強化に乗り出した[62]。特にFC2動画・ひまわり動画・Say-Moveや、それらを紹介するブログ・サイト(ブロマガ・まとめサイトを含む)は、著作権違反コンテンツに依存し、それらの閲覧数でアフィリエイト報酬ている為、検索エンジン世界市場トップのGoogle検索で表示不能になることは、閲覧数の急落につながり、また広告出稿の停止要請や銀行・クレジットカード会社の決済停止・銀行口座凍結命令は、直接的に収入を得られなくなるため、違法投稿者と侵害サイト運営者にとっては、かなりの痛手である。特に企業であるFC2は、口座凍結が実行された場合、活動が不可能になる為、ほぼ確実に経営破綻する。

一般社団法人衛星放送協会
日本ケーブルテレビ連盟・スカパーと協力し違法アップロードされている会員各社の動画コンテンツを取り締まり、削除することを目的とした2か月間のネット監視システムトライアルを2015年1月15〜3月14日まで実施。
- トライアルの結果動画サイトの違法動画削除に特化したアルビクス株式会社の「とりし丸」ASPサービスを衛星放送協会が2015年7月1日より運用開始する事が決定[64]。キーワード検索による複数サイト一括検索・通報済み動画の重複排除・履歴保持・削除依頼メール自動生成等で違法動画削除作業を効率化する。導入済みの読売テレビで従来比200倍の通報速度を達成[65]。

対応サイトにFC2は含まれていないが、テレビ局の要望で今後FC2動画・Say-Move・ひまわり動画を対象に含める可能性も。
衛星放送協会加盟企業間で違法投稿の情報共有を行うシステムが2019年6月1日より正式運用開始。正会員企業には在京民放及びNHK、WOWOW、スカパー!、アニマックス、AT-Xが含まれる。

### 違法投稿者一斉摘発の可能性
京都府警が2600万人の会員情報を押収し、違法投稿者を簡単に割り出せるようになった事から著作権法に抵触する動画などの投稿者を一斉摘発する可能性が高まった。

### 違法投稿者を賞賛する行為で刑事罰適用の可能性
「ダウンロードした利用者や『黒岩シネマ劇場』の投稿をコメント欄などで賞賛したユーザーも刑事責任を問われる可能性があるそうです。」と日本映画著作権協会がコメントで示しており、賞賛される事が違法投稿者の行動意欲に繋がり違法行為が助長されたとの見解から賞賛コメントを書き込んだユーザーの行為を犯罪を教唆や幇助として刑事責任を問う可能性も。

## わいせつ事件
FC2動画アダルトにてわいせつ事件が発生しており、逮捕者が出ている。

### 事件・裁判
- 2013年
  - 5月 - 無修正わいせつ動画投稿により逮捕されたことが分かった[68][リンク切れ]。
  - 11月 - 下半身の映像を投稿したため逮捕された[69][リンク切れ]。
- 2014年
  - 1月 - 下半身の映像を投稿し逮捕[70]。
  - 7月 - 自慰行為をアップロードし高校2年の男子生徒（16歳）が逮捕された[71]。
  - 11月 - わいせつ動画公開の男女2人を逮捕した[72]。

- 2018年-自撮りわいせつ動画投稿で男女を起訴
- 2019年
  - 6月 - 京都府警が無修正猥褻動画を投稿したとして長崎県職員を逮捕[73]。
  - 7月 - 6月に逮捕された長崎県職員女性の無修正猥褻動画を投稿して報酬を得ていたとして交際相手男性が逮捕される[74]。
  - 7月 - リベンジポルノ防止法違反で盗撮動画を投稿した男性を逮捕[75][76]。別の女性の盗撮動画投稿容疑で再逮捕[77]。

### アダルト作品の著作権侵害で逮捕
アダルト作品の著作権法違反での逮捕は初となった。
- 2015年
  - 7月 - アダルト作品をFC2動画にアップロードし多数の権利保有者から損害賠償請求されていたにもかかわらず応じなかった男性が「著作権法違反」で逮捕された[78]。

大手アダルトビデオメーカは逮捕された男性に対し正規視聴料分の対価「814万5,000円」を民事訴訟で請求する方針。
また、大手アダルトビデオメーカは自社での著作権侵害対策において「2014年には、動画共有サイトなどの運営元やISPに対し、年間2,374人の個人情報の開示を請求」を行ったと発表。
「全国130人の違法アップロード者に対して、同様に著作権侵害で各管轄警察署に申請を行っており、捜査が進展が見られるという」とコメントしておりFC2動画を含むオンラインサービスへの不正アップロードを行うユーザーの逮捕を行う方針。

## アップロード者以外が罪に問われるケース

### 著作権侵害によるもの
FC2動画にアップロードされている動画は著作権者の著作権を侵害したものが多く、2012年に改正された著作権法で違法にアップロードされた動画のダウンロードに刑事罰が適用されたことで、著作権を侵害している動画のダウンロードも違法となり処罰対象となる可能性がある。

### 児童ポルノによるもの
児童ポルノ画像をTwitterでリツイートしたとして逮捕された事案がある。
直接画像をアップロードするだけでなく「URLを貼り付ける」行為も児童ポルノを拡散したとみなすとの判断を根拠に今回立件に至った。つまり、FC2動画に限った話ではないが、わいせつ画像を拡散する行為には違法性があり、アップロード者でなくとも児童ポルノ画像を拡散すれば法的な問題に問われる。
FC2コンテンツマーケット・FC2ライブ・FC2動画・FC2ブログに掲載されているコンテンツの中には児童ポルノに該当する画像・動画が含まれており、アップロード者の逮捕から拡散者の特定に至る可能性がある。。
2015年6月11日 警察庁が6月15日〜7月14日にかけ捜査員175人態勢でファイル共有ソフト利用者の児童ポルノ一斉摘発を行うと発表した。取締り対象はP2Pソフト利用者だが、捜査の過程でファイル共有ソフト利用者がダウンロードした児童ポルノ画像・動画をFC2動画含めブログやSNSで公開しそれらをダウンロードやツイート等で拡散したユーザの捜査・逮捕に至る可能性が高い。
2015年7月15日以降は単純所持も刑事罰対象となる。オンラインストレージ上に児童ポルノ画像を保存して逮捕された例もある為、FC2上のサーバー上に児童ポルノデータを保存し、公開しなくても逮捕される可能性もある。
2015年9月1日単純所持による摘発。インターネットからの児童ポルノ画像入手（ダウンロード）が摘発理由である。児童ポルノ画像・動画ダウンロードで摘発される可能性が高くなった。
2014年6月の児童ポルノ法改正によって違法となった「着エロ」と呼ばれる未成年少女が出演する映像作品販売メーカーの社員7人が児童ポルノ禁止法違反で逮捕された。「着エロ」作品をアップロードする行為は児童ポルノ提供にあたり児童ポルノ法違反となり逮捕される可能性がある。また、FC2動画からに限らず「着エロ」作品を端末にダウンロードし動画を保存する行為も2015年9月1日単純所持による逮捕は児童ポルノ画像のダウンロード行為が原因である為、同様に児童ポルノ単純所持で逮捕される危険性がある。